# Marie van Gelder
Maria Margaretha (Marie) van Gelder (Amsterdam, 23 juni 1861- Manhattan, 13 oktober 1935) was een Nederlands zangeres. Haar stembereik was sopraan.
Zij was dochter van boekhandelaar (toen het gezin in 1864 te Wormerveer woonde was hij muziekonderwijzer aldaar) Gerardus Martinus van Gelder en Sara Salm, wonende aan de Kalverstraat. Broer Martinus van Gelder was gevierd violist in Nederland en de Verenigde Staten. Haar naamgenoot en tante was de moeder van pianiste Maria Wybrandi.
Ze kreeg haar muziekopleiding aan het Boston Conservatorium, ze volgde er opleiding in zang, muziektheorie en harmonieleer. Daarna ging ze in de leer bij Hans Jung en Anna Lankow, toen werkzaam in New York of Berlijn. Ze kreeg voorts nog gespecialiseerde lessen in de zangtechniek voor Wagnervertolkingen bij professor Julius Kniese in Bayreuth. Al in de Verenigde Staten trad ze op als zangeres. Na 1896 keerde zij terug naar Nederland, van waaruit ze zong bij diverse opera’s. In 1896/1897 was ze te vinden bij de opera van Bern, maar de daaropvolgende seizoenen (1897-1901) maakte ze deel uit van de Nederlandsche Opera van Cornelis van der Linden. Van der Linden leidde haar bijvoorbeeld in drie uitvoering van Die Walküre in de Amsterdamse Stadsschouwburg met als begeleidingsorkest het Concertgebouworkest (13, 20 en 25 april 1897) Vanaf het seizoen 1902/1903 vestigde ze zich in Berlijn, alwaar zij zong, maar ook veelvuldig lesgaf. Ze vertrok weer naar de Verenigde Staten om ook daar les te geven, bijvoorbeeld aan het Conservatorium van Montgomery als head of the voice-department at the Woman’s College of Alabama. 
Ze was min of meer gespecialiseerd in Wagnerrollen, ze was te bewonderen in Die Meistersinger von Nürnberg, Die Walküre, Gotterdammerung. Daarnaast zong ze ook in oratoria. Haar zang kon de goedkeuring wegdragen van koninginnen Emma van Waldeck-Pyrmont en Wilhelmina der Nederlanden. Ook de Duitse keizer kon haar stem waarderen.
Tijdens een verblijf in New York wilde ze de aldaar de mis in Saint Patrick's Cathedral bijwonen, maar kreeg een hartaanval en zeeg ineen.
Van haar hand verscheen ook Artistic singing.